# Oahu
Oahu er den tredjestørste ø i Hawaiiøgruppen, USA, men har det største befolkningstal i staten Hawaii.
21°28′N 157°59′V / 21.467°N 157.983°V
Byen Honolulu og den amerikanske flådebase Pearl Harbor er beliggende på øen der er på cirka 1.570 kvadratkilometer.
Øen er hjemsted for nogle af USAs mest berømte strande, heriblandt Waikiki Beach. På nordsiden af øen ligger byen, Hale'iwa, som er et paradis for surfere. Hvert år afholdes den berømte surf-konkurrence "Billabong Pipeline Masters", som tiltrækker tusindvis af surfentuitaster. 

## Kultur
- Den amerikanskproducerede tv-serie Lost filmes på Oahu.

- Wikimedia Commons har flere filer relateret til Oahu